# Aéroport de Hyesan
L'aéroport de Hyesan est un aéroport près de Hyesan, dans le Ryanggang, en Corée du Nord.

## Installations
L'aérodrome a une seule piste de gravier 06/24 mesurant 1384 x 32 mètres. Cependant, une autre source la rapporte comme étant de 1610 x 63 mètres.
Il est situé près de la frontière nord avec la Chine. L'installation a été considérablement améliorée en 1971, et il se peut qu'il y ait eu d'autres projets pour paver l'aérodrome, en raison de la présence continue de véhicules de construction.